# Krokus (band)
Krokus er et hard rock/heavy metal band fra Schweiz.
Krokus blev dannet i Solothurn i 1974 af bassisten og oprindelig forsanger Chris von Rohr og guitaristen Tommy Kiefer. Tidligere vokalist i Eazy Money, Marc Storace indgik i bandet ved udgivelsen af deres Metal Rendez-vous album fra 1980.

## Discografi

### Studiealbums
- 1976: Krokus
- 1977: To You All
- 1978: Painkiller / Pay It In Metal
- 1980: Metal Rendez-vous
- 1981: Hardware, UK #44
- 1982: One Vice at a Time, US #53 , UK #28
- 1983: Headhunter, US #25 , UK #74
- 1984: The Blitz, US #31
- 1986: Change of Address, US #45
- 1988: Heart Attack, US #87
- 1990: Stampede
- 1995: To Rock or Not to Be
- 1999: Round 13
- 2003: Rock the Block
- 2006: Hellraiser, US #200
- 2010: Hoodoo
- 2013 Dirty Dynamite
- 2014 Long Stick Goes Boom
- 2017 Big Rocks

### Live albums & Compilations
- 1980: Early Days '75-'78 (Compilation)
- 1986: Alive And Screamin' (Live) , US #97
- 1987: Stayed Awake All Night – The Best (Compilation)
- 1993: The Dirty Dozen (Best Of)
- 2000: Definitive Collection (Compilation)
- 2000: The Collection (Compilation)
- 2000: Best Of (Compilation)
- 2003: Long Stick Goes Boom: The Anthology (Best Of)
- 2004: Fire And Gasoline (Live + DVD)

### Singler & EP'er
- 1980: Tokyo Nights
- 1980: Heatstrokes
- 1980: Bedside Radio
- 1981: Winning Man
- 1981: Rock City
- 1982: American Woman
- 1982: Save Me
- 1982: Bad Boys Rag Dolls
- 1983: Stayed Awake All Night
- 1983: Screaming In The Night
- 1984: Midnite Maniac #71 Hot 100, #10 Rock
- 1984: Ballroom Blitz
- 1984: Our Love #22 Rock
- 1986: School's Out #67 Hot 100
- 1987: Screaming In The Night (Live)
- 1987: Let The Love Begin
- 1988: Let It Go
- 1988: Wild Love
- 1994: You Ain't Seen Nothin' Yet
- 2003: I Want It All
- 2006: Angel of My Dreams

### Video & DVD
- 1985: The Video Blitz (VHS)
- 2004: Fire And Gasoline (Bonus DVD)
- 2004: As Long As We Live (DVD)

## Eksterne links
- Official Homepage
- Krokus Discografi
- Chris von Rohr Arkiveret 23. februar 2007 hos  Wayback Machine
- Fernando von Arb Arkiveret 28. februar 2009 hos  Wayback Machine
- Marc Storace
- Patrick Aeby Arkiveret 7. februar 2009 hos  Wayback Machine
- Mandy Meyer homepage